# ITF Pro Circuit
Der ITF Pro Circuit ist eine von der International Tennis Federation, dem Tennisweltverband, veranstaltete jährlich stattfindende Turnierserie für Frauen und Männer (Bezeichnung im Tennis: Damen und Herren).

## Turnierserie
Der ITF Pro Circuit bildet sowohl im Damentennis in Form des ITF Women’s Circuit als auch im Herrentennis mit dem ITF Men’s Circuit die niedrigste Turnierkategorie für Profis; er ist jedoch in die Ranglisten der WTA und ATP eingebunden. Damit soll speziell jungen Tennisspielern der Einstieg in die Turniere der WTA beziehungsweise der ATP erleichtert werden. Bei den Turnieren des Pro Circuit werden Preisgelder von mindestens 10.000 US-Dollar pro Turnier ausgespielt; es können auch 15.000, 25.000, 50.000, 75.000 oder 100.000 US-Dollar ausgespielt werden. Je nachdem, welche Runde bei den Turnieren erreicht wurde, gibt es die entsprechende Anzahl Weltranglistenpunkte.

## Geschichte
Vorgänger des Pro Circuit war bei den Herren der Satellite Circuit, der ab 1976 in Form von drei Turnierserien in Europa und Nordamerika veranstaltet wurden. 1984 wurde auf Betreiben der WTA eine Damenturnierserie unter dem Namen Women's Circuit etabliert.